# R:RACING EVOLUTION
『R:RACING EVOLUTION』（アール レーシング エボリューション）とは、2003年11月27日にナムコ（後のバンダイナムコゲームス）から発売されたレースゲームで、リッジレーサーシリーズのひとつ。

## 概要
リッジレーサーシリーズの外伝的位置付けの作品。実在のレーシングカーやサーキットが登場し、挙動もどちらかというとリアル志向。そのため、リッジレーサーシリーズの特徴である非現実的な高速ドリフトはできない。タイトルの「R」は「リッジレーサー（Ridge Racer）のエモーションとMotoGPのリアリティ（Reality）」が融合して生まれた新しいレースゲーム」という意味が込められている 。日本のニンテンドー ゲームキューブ版は日本の任天堂のゲーム機で初めて発売したリッジレーサーシリーズである。
サウンドトラックが長らく販売されていなかったが、2014年6月15日に行われたリッジレーサー20周年記念イベント「Ridge Racer Night 2」内にて、ついに発売が決定されたことが告知された。

## モード
レーシングライフ
レースを取り巻く様々な人間模様を描いたストーリーモード。プレーヤーは主人公「速水レナ」となり一流のドライバーを目指す。
イベントオムニバス
シングルレース、タイムチャレンジ、ワンメイク、ツアーレース、VSライバルなど様々な形式のレースイベントが収録されている。
そのほか、アーケードモードやタイムアタック、2P対戦など。

## 登場人物
Garnier Granprix(ガルニエ・グランプリ)
- 速水 レナ(Rena Hayami)／プレイヤー(PLAYER)

本作の主人公。アメリカで救命士として多忙な日々を送っていたが、事故で負傷したレーサーを搬送する際に、付き添っていたレース監督のステファンに救急車のドラテクを買われ、レースの世界に飛び込み、ステファンのチームGarnier Granprixに所属すると同時に謎の組織「G.V.I.」のレーサーとして様々なレースに挑む。日本人だが、台詞は全て英語である。ゼッケンは76番。
- ステファン・ガルニエ(Stephan Garnier)

主人公が所属するレーシングチームGarnier Grandprix監督。昔は有名なエンジニアで突如姿を消したが、数年前に突然復帰し「G.V.I.」傘下のチーム監督として活動する。
- エディ・オブライエン(Eddie Oblien)

レーシングライフモードでレナの担当をするラリーレースチームのエンジニア。有名なエンジニアで突然行方を眩ましたステファンを追っており、レナと初対面した時は当初レーサーとしての期待は薄かったが、ステファンのチームに所属していると知った時は積極的に彼女をサポートしつつ、ステファンにたどり着くことを決意する。ラリーカーの他にクラシックカーのエンジニアも行っている。また、クルマ、特にクラシックカーに関しての造詣も深い。
ライバル
- ジーナ・カヴァーリ(Gina Cavali／GINA)

レーシングライフモードに登場するレーシングチームRiccardi所属の女性レーサーでレナの最大のライバル。弱小チームだったRiccardiを強豪チームへと変えた凄腕のレーサー。レーシングライフではチャプター4、5、11、12に登場。
使用車種はトヨタ VM180(青)、アルファロメオ 156 GTA(赤)、ロータス モータースポーツエリーゼ(赤)、三菱 ランサーエボリューションVIII ラリーカー(赤)、BMWマクラーレンF1 GTR。ゼッケンは3番。
- ファビオ・ビエリ(Favio Vialli／VIALLI)

プロトタイプクラスのライバルレーサー。登場ライバルで唯一のベテランレーサー。レーシングライフでは最終チャプターに登場し、ラスボスを演じる。
使用車種は黒のアウディ R8 Infineon。ゼッケンは11番。
- マックス・シュルツ(Max Schultz／SCHULTZ)

GTクラス1のライバルレーサー。勝利には絶対的な自信を持つが、感情が激しい性格でプレッシャーに弱い。レーシングライフではチャプター9に登場。
使用車種はYOKOHAMA ALMS仕様のBMW M3 GTR。ゼッケンは6番。
- デイブ・ミラー(Dave Miller／MILLER)

GTクラス1のライバルレーサー。常に口調が荒く、熱血的。レーシングライフではチャプター12に登場。
使用車種は黒のダッジ バイパー コンペティションクーペ。ゼッケンは22番。
- セルジュ・レナード(Serge Renard／RENARD)

ラリークラス1のライバルレーサー。常に冷静沈着な性格。レーシングライフではチャプター11に登場。
使用車種は青のプジョー 206 ラリーカー。ゼッケンは33番。
- マーカス・ネリー(Marcus Nelly／NELLY)

ドラッグクラスのライバルレーサー。軽口の多い飄々な性格の持ち主。レーシングライフではチャプター8に登場。
使用車種は緑のRX-7 R-SPEC ドラッグカー。ゼッケンは77番。

## 登場車種
ゼッケン番号は基本的に76番だが、JGTC仕様車やWRC仕様車などの実在するレーシングカーに搭乗するとその車種のゼッケンに変更される（ちなみに敵ドライバーにも適用される）。
GTクラス1
主にJGTCのGT500クラスや、ル・マン24時間耐久レース GT1クラスの車種が該当する。
- BMW M3 GTR（ゼッケンがカラー1で42番、カラー2で6番に固定される）
- BMW McLaren F1（ゼッケンが9番に固定される）
- CHEVROLET CORVETTE C5-R（カラー1のみゼッケンが63番に固定される）
- DODGE VIPER COMPETITION COUPE
- Honda TAKATA DOME NSX（ゼッケンが18番に固定される）
- NISSAN CALSONIC SKYLINE（ゼッケンが12番に固定される）
- SALEEN S7 R（ゼッケンがカラー1で68番、カラー2で55番に固定される）
- TOYOTA ESSO ULTRAFLO SUPRA（ゼッケンが6番に固定される）
- VOLKSWAGEN W12
- FIAT 500 F STEPHAN   （プライベートクラスの改良型）

GTクラス2
主にミドルクラス・300馬力前後の車種が該当する。別のクラスのマシンが改良型が多い。
- ALFA ROMEO 156 GTA
- DE TOMASO PANTERA GT5-S
- DODGE CHARGER R/T（ドラッグクラスのマシンの改良型）
- Honda S2000
- LOTUS SPORT ELISE
- MAZDA RX-7 R-SPEC
- MITSUBISHI LANCER EVOLUTION VIII RS （ラリークラス1の改良型）
- NISSAN FAIRLADY Z （海外版名称：NISSAN 350Z）
- PEUGEOT 206 （ラリークラス1の改良型）
- SHELBY GT500（ドラッグクラスの改良型）
- SUBARU IMPREZA WRX STi （ラリークラス1のGT用改良型）
- DeLorean DMC-12（隠し車種）

GTクラス3
主に2000cc以下、200馬力前後の車種が該当する。
- AUDI TT COUPE 1.8T quattro
- Honda INTEGRA TYPE R（海外版名称：Acura RSX TYPE S）
- MINI COOPER S
- TRD VM180

プロトタイプクラス
ル・マン24時間耐久レースに出場したプロトタイプレーシングカーが該当する。
- AUDI Infineon AUDI R8（ゼッケンがカラー1で1番、カラー3で2番に固定される）
- BENTLEY EXP SPEED 8（ゼッケンが8番に固定される）
- 童夢 ADVAN KONDO S101（ゼッケンが9番に固定される）

ラリークラス1
主にWRC世界ラリー選手権クラス8相当の車種が該当する。
- FORD FOCUS RALLY CAR
- MITSUBISHI LANCER EVOLUTION VIII RALLY CAR
- PEUGEOT 206 WRC PROTOTYPE(1999)（カラー1のみゼッケンが15番に固定される）
- SUBARU IMPREZA WRX STi RALLY CAR（ゼッケンが1番に固定される）
- HUMMER H1 OPEN TOP（Xbox版限定）

ラリークラス2
軽量・小排気量なラリーカーが該当する。
- ALFA ROMEO Giulia GTA Junior RALLY CAR
- FIAT 500 F RALLY CAR
- Honda INTEGRA TYPE R RALLY CAR
- MINI COOPER S RALLY CAR
- RENAULT ALPINE A110 RALLY CAR

ドラッグクラス
ドラッグカーが該当する。
- DODGE CHARGER R/T DRAG CAR
- FORD FOCUS DRAG CAR
- MAZDA RX-7 R-SPEC DRAG CAR
- NISSAN FAIRLADY Z DRAG CAR
- SHELBY GT500 DRAG CAR

プライベートクラス
1960年代のマシンをライトチューンしたものが該当する。
- ALFA ROMEO Giulia GTA Junior
- FIAT 500 F
- RENAULT ALPINE A110

## 収録コース
ツインリンクもてぎなどの実在するサーキットから市街地コース、架空のコースなど全10コース14バリエーションを収録する。
- ツインリンクもてぎスーパースピードウェイ　距離：2.414km　国：日本

ヨーロピアンスタイルのロードコースとアメリカンスタイルのオーバルコースを併設した日本初のサーキットとして、1997年に誕生した。アメリカンオープンホイールのレースをオーバルコースで誘致、開催してきた。ゲーム中ではロードコースではなくオーバルコースを使用する。
- 鈴鹿サーキット　距離：5.807km　国：日本

2輪、4輪の世界選手権が開催される、日本を代表するサーキット。1962年に誕生して以来、さまざまなカテゴリのレースで多くの名勝負を生んでいる。多種多様なコーナーがバランスよく配置されたテクニカルなレイアウトは、世界的にも高い評価を得ている。F1などで使用するフルコースの他にダンロップコーナーで折り返す東コース（距離：2.243km）も収録されている。
- フィリップアイランド　距離：4.448km　国：オーストラリア

メルボルンの南のフィリップアイランドに建設されたサーキットでコース上で海が臨めるというユニークなつくり。V8スーパーカーレースなどが開催される。連続する高速コーナーが主体なレイアウトだが、2つある低速コーナーが曲者でブレーキングのタイミングが肝となる。
- モナコ　距離：3.370km　国：モナコ

世界的に有名な市街地コース。歴史に名を残すドライバー達は、ここで数多くの名勝負を繰り広げてきた。超低速市街地サーキットであるモナコでは抜きどころがほとんどない。一瞬の判断が勝負のカギを握る。
- グリーンフィールド　距離：2.042km　国：イギリス

複合コーナー中心のクラシカルなレイアウトを持つミニサーキット。コースがドライバーの形に見えるところから「THE DRIVER」のニックネームを持つ。終盤のラインどりが難しい比較的テクニカルなレイアウトとなっている。
- 横浜みなとみらい　距離：4.276km　国：日本

横浜みなとみらいを舞台とした市街地サーキット。近代的なビル群と大観覧車が特徴。直線と直角コーナーが主体のレイアウトで全開区間が長いためエンジンパワーの差が出やすい。もうひとつの特徴は中央分離帯をはさんで左右 どちらも走行可能な区間があること。この区間のかけひきが熱い。
- ウォーターブリッジ（逆走あり）　距離：4.948km　国：スペイン

ターマック（舗装路）のラリーコース。
きれいな舗装路だけでなく、石畳や砂の浮いたアスファルト路面もある。コース名にある通り、水道橋の遺跡が見えるコースで道幅が狭く、街中を抜けるときは要注意。
- ウィンドミル・ヒル（逆走あり）　距離：4.977km　国：スペイン

グラベル（未舗装路）のラリーコース。
道幅が比較的広く丘の上には風車も見える 。ゆるやかなコーナーが多いため、自然とアベレージスピードは速くなる。ガケからの転落は大きなタイムロスとなるので注意が必要。
- ラリーアリーナSS　距離：5.221km　国：スペイン

ツイントライアル専用のラリーコース。途中に立体交差があり、 半周で相手のスタート地点を通過し、もう半周で自分のスタート地点にもどってくる。 勝負は一周のタイムを競うことになるが、通常のラリーコースとは違い、隣のレーンを走るライバルの存在が心理面に微妙な影響を及ぼす。
- サーフサイド（逆走あり）　距離：0.800km　国：アメリカ

海辺の街を舞台にしたドラッグレース専用の市街地コース。4台のマシンが同時に走行できる幅の広いコースであるが、距離は800メートルと短い。直線のコースだけにスタート ダッシュが勝敗を分けるカギになる（このコースに限りフルブレーキングで待機し“GO”と同時にブレーキを離してスタートを切らないとフライングとなりタイムが無効になる）。

## 同梱品
- ゲームキューブ版…『パックマンvs.』ゲームディスク（同梱）
- PlayStation 2版…今後のナムコ・PlayStation 2用ソフト各作品のムービー等を収めたDVD（予約特典）
- Xbox版…『ブレイクダウン』プレミアムDVD（初回特典）- ムービーや設定資料などを収録